# ベラミロード
ベラミロード（英: Belle-Ami Lord、1996年4月5日 - 2022年9月3日）は日本の競走馬、繁殖牝馬。宇都宮競馬場の末期を代表する競走馬の一頭。牝馬では唯一の栃木三冠馬。2000年NARグランプリ年度代表馬、2000年NARグランプリ最優秀牝馬、2000年NARグランプリ最優秀短距離馬。半兄にイヴニングスキーがいる。「北関東地方競馬最後の女傑」と呼ばれた。

## 競走馬時代
半兄イヴニングスキーも北関東ダービーなど重賞11勝を含む40勝を挙げた活躍馬であり、ほかの兄弟ベラミチケット、ブリッジクリアーも宇都宮競馬場の重賞を優勝、母ベラミスキーは現役時代カネユタカオーのクラシック戦線のライバルとして活躍し南部杯2着という宇都宮競馬場の名門の生まれである。
主戦騎手は内田利雄で、全29戦中28戦で騎乗した。
1999年に栃木三冠を達成。また同年には中央競馬の重賞ユニコーンステークス (JRAGIII) に挑戦し、ゴールドティアラの2着に逃げ粘る善戦を見せた。
2000年以降も中央競馬のレースやダートグレード競走に積極的に出走し、ダートグレード競走の東京盃とTCK女王盃を優勝。特に大井競馬場の東京盃では1分10秒2のトラックタイレコードを叩き出して逃げ切り圧勝、その快速振りを全国に見せ付けた。2000年度にはこの勝利などが評価され、NARグランプリ年度代表馬、最優秀牝馬、および最優秀短距離馬に選出された。

## 繁殖牝馬時代
引退後は産まれ故郷の静内酒井牧場に戻り、繁殖牝馬となる。
2007年11月20日、初仔のベルグコマンダーが浦和競馬場で初勝利を挙げ、続いて2008年7月26日には第三仔サマーラグーンが小倉競馬場第1R2歳未勝利（ダート1000m）にて中央競馬初勝利を果たした。
2019年6月11日付で用途変更となり繁殖牝馬を引退。静内酒井牧場で余生を送っていたが、2022年9月3日に老衰のため死亡した。26歳没。

## 競走成績
以下の内容は、JBISサーチおよびnetkeiba.comに基づく。
| 競走日     | 競馬場 | 競走名                     | 格     | 距離（馬場）  | 頭 数 | 枠 番 | 馬 番 | オッズ （人気） | 着順 | タイム （上がり3F） | 着差 | 騎手      | 斤量 [kg] | 1着馬（2着馬）       | 馬体重 [kg] |
| ---------- | ------ | -------------------------- | ------ | ------------- | ----- | ----- | ----- | --------------- | ---- | ------------------- | ---- | --------- | --------- | -------------------- | ----------- |
| 1998.07.15 | 宇都宮 | しもつけ若駒               |        | ダ1400m（稍） | 7     | 7     | 5     | 001.40（1人）   | 01着 | R1:28.3             | -3.0 | 0内田利雄 | 54        | （ロメオアルマーニ） | 425         |
| 0000.10.07 | 宇都宮 | 3才選抜                    |        | ダ1400m（良） | 10    | 2     | 2     | 001.00（1人）   | 01着 | R1:29.0             | -1.0 | 0内田利雄 | 54        | （イシノトップラン） | 438         |
| 0000.11.04 | 宇都宮 | 北関東交流若駒特別         |        | ダ1500m（良） | 11    | 6     | 7     | 001.40（1人）   | 01着 | R1:35.4             | -1.2 | 0内田利雄 | 54        | （ロメオアルマーニ） | 432         |
| 0000.12.02 | 宇都宮 | 3才選抜                    |        | ダ1400m（良） | 10    | 8     | 10    | 001.10（1人）   | 01着 | R1:28.5             | -1.3 | 0内田利雄 | 54        | （カネシンライズ）   | 426         |
| 1999.01.31 | 宇都宮 | 紅梅特別                   |        | ダ1500m（良） | 11    | 7     | 8     | 001.10（1人）   | 01着 | R1:37.9             | -1.2 | 0内田利雄 | 54        | （ヴィーナメロディ） | 428         |
| 0000.03.20 | 中山   | フラワーC                  | GIII   | 芝1800m（不） | 16    | 4     | 8     | 007.70（3人）   | 06着 | R1:55.9（40.7）     | -2.2 | 0内田利雄 | 53        | サヤカ               | 416         |
| 0000.05.03 | 宇都宮 | しもつけさつき賞           | 重賞   | ダ1900m（良） | 10    | 3     | 3     | 001.50（1人）   | 01着 | R2:05.0             | -1.1 | 0内田利雄 | 53        | （ロイヤルブリッジ） | 420         |
| 0000.05.29 | 宇都宮 | アマリリス特別             | A1A2   | ダ1900m（良） | 12    | 6     | 7     | 001.30（1人）   | 01着 | R2:05.1             | -2.0 | 0内田利雄 | 53        | （オトコマエ）       | 425         |
| 0000.06.27 | 宇都宮 | 北関東ダービー             | 重賞   | ダ2000m（不） | 10    | 6     | 6     | 001.10（1人）   | 01着 | R2:07.8             | -1.8 | 0内田利雄 | 53        | （メップダイオー）   | 420         |
| 0000.07.22 | 宇都宮 | 文月特別                   | A      | ダ1900m（不） | 10    | 7     | 8     | 001.00（1人）   | 01着 | R2:01.2             | -0.3 | 0内田利雄 | 53        | （セントリック）     | 420         |
| 0000.08.29 | 宇都宮 | しもつけ4才スプリンターズC | 重賞   | ダ1400m（良） | 10    | 1     | 1     | 001.50（1人）   | 01着 | R1:26.2             | -3.3 | 0内田利雄 | 56        | （サファリテュラム） | 422         |
| 0000.10.02 | 中山   | ユニコーンS                | GIII   | ダ1800m（良） | 13    | 2     | 2     | 004.40（2人）   | 02着 | R1:53.0（39.1）     | -0.4 | 0内田利雄 | 54        | ゴールドティアラ     | 418         |
| 0000.11.07 | 宇都宮 | しもつけ菊花賞             | 重賞   | ダ2600m（良） | 8     | 8     | 8     | 001.00（1人）   | 01着 | R2:55.9             | -0.6 | 0内田利雄 | 53        | （ケーオーボーイ）   | 426         |
| 0000.12.05 | 宇都宮 | 二荒賞                     | A      | ダ1900m（良） | 10    | 1     | 1     | 001.30（1人）   | 01着 | R2:02.7             | -0.6 | 0内田利雄 | 56        | （エムジーシューマ） | 425         |
| 2000.05.03 | 宇都宮 | 八汐賞                     | 重賞   | ダ2000m（良） | 10    | 3     | 3     | 00 - 00（1人）  | 02着 | R2:14.2             | -0.4 | 0内田利雄 | 56        | イヴニングスキー     | 420         |
| 0000.06.28 | 宇都宮 | カネユタカオー記念         | 重賞   | ダ1500m（良） | 11    | 7     | 9     | 001.30（1人）   | 01着 | R1:33.6             | -1.3 | 0内田利雄 | 57        | （トレビアン）       | 422         |
| 0000.07.02 | 宇都宮 | 天の川特別                 | A      | ダ1400m（良） | 7     | 3     | 3     | 001.10（1人）   | 01着 | R1:28.3             | -0.4 | 0内田利雄 | 56.5      | （トレビアン）       | 421         |
| 0000.07.20 | 福島   | 吾妻小富士OP               | OP     | 芝2000m（良） | 12    | 5     | 6     | 006.00（3人）   | 04着 | R2:02.4（37.8）     | -1.1 | 0内田利雄 | 55        | アンブラスモア       | 416         |
| 0000.09.27 | 大井   | 東京盃                     | GII    | ダ1200m（良） | 15    | 2     | 3     | 004.30（2人）   | 01着 | R1:10.2（36.3）     | -0.9 | 0内田利雄 | 52        | （セレクトグリーン） | 424         |
| 0000.11.12 | 東京   | 根岸S                      | GIII   | ダ1200m（良） | 15    | 8     | 16    | 004.00（2人）   | 04着 | R1:10.9（36.7）     | -0.8 | 0内田利雄 | 56        | ブロードアピール     | 426         |
| 2001.01.11 | 宇都宮 | 新春特別                   | A      | ダ1900m（重） | 7     | 6     | 6     | 001.00（1人）   | 01着 | R2:01.7             | -1.3 | 0内田利雄 | 58        | （イヴニングスキー） | 433         |
| 0000.01.31 | 大井   | TCK女王盃                  | GIII   | ダ2000m（稍） | 16    | 2     | 3     | 002.10（1人）   | 01着 | R2:06.4（40.6）     | -0.0 | 0内田利雄 | 54        | （セクシーディナー） | 428         |
| 0000.03.25 | 中山   | マーチS                    | GIII   | ダ1800m（良） | 16    | 6     | 12    | 006.70（3人）   | 15着 | R1:54.6（42.0）     | -3.8 | 0内田利雄 | 54        | アイランドオオジャ   | 422         |
| 0000.05.04 | 宇都宮 | 八汐賞                     | 北関G2 | ダ2000m（良） | 9     | 2     | 2     | 00 - 00（1人）  | 02着 | R2:12.7             | -0.6 | 0内田利雄 | 57.5      | カヌマオペラオー     | 432         |
| 0000.12.10 | 宇都宮 | とちぎマロニエC            | GIII   | ダ1400m（良） | 12    | 4     | 4     | 00 - 00（2人）  | 09着 | R1:32.4             | -3.0 | 0内田利雄 | 56        | ビーマイナカヤマ     | 430         |
| 0000.12.31 | 宇都宮 | とちぎ大賞典               | 北関G1 | ダ2000m（良） | 12    | 6     | 7     | 00 - 00（2人）  | 10着 | R2:16.5             | -2.5 | 0青木秀之 | 57        | ナルシスゼットオー   | 428         |
| 2002.01.23 | 大井   | TCK女王盃                  | GIII   | ダ2000m（重） | 15    | 4     | 6     | 00 - 00（7人）  | 14着 | R2:11.6（44.2）     | -4.8 | 0内田利雄 | 55        | レディバラード       | 428         |

## 繁殖成績
- 2003年 ベラミロードの2003 （父コマンダーインチーフ）生後直死
- 2004年 ベルグコマンダー 牡（父コマンダーインチーフ）55戦4勝（引退）
- 2005年 ベラミロードの2005 牡（父ゼンノエルシド）
- 2006年 サマーラグーン 牝（父ボストンハーバー） 32戦1勝（引退・繁殖牝馬）
- 2007年 スペシャルロード 牡（父スペシャルウィーク） 24戦3勝（引退）
- 2008年 ベラミパレス 牝（父ゼンノロブロイ） 未出走（引退）
- 2009年 ベラミロードの2009 （父クロフネ）生後直死
- 2010年 メイケイペガムーン 牝（父アドマイヤムーン）15戦2勝（引退・繁殖牝馬）
- 2011年 ベラミロードの2011（父フサイチコンコルド）産駒なし
- 2012年 ゴールドシャンティ 牝（父アドマイヤムーン） 8戦2勝（引退）
- 2013年 ラブミーロード 牝（父ディープスカイ）31戦6勝（引退）
- 2014年 ムーンロード 牝（父アドマイヤムーン）21戦5勝（引退・繁殖牝馬）
- 2015年 サーボプレス 牡（父ディープスカイ）6戦2勝（引退）
- 2016年 ベラミクィーン 牝（父アンライバルド）7戦0勝（引退・繁殖牝馬）

## 血統表
| ベラミロードの血統リボー系 / アウトブリード             | ベラミロードの血統リボー系 / アウトブリード            | ベラミロードの血統リボー系 / アウトブリード | （血統表の出典）   | （血統表の出典） |
| 父 * アレミロード Allez Milord 1985 鹿毛 アメリカ合衆国 | 父の父Tom Rolfe 鹿毛 1962 アメリカ合衆国               | Ribot                                       | Tenerani           | Tenerani         |
| 父 * アレミロード Allez Milord 1985 鹿毛 アメリカ合衆国 | 父の父Tom Rolfe 鹿毛 1962 アメリカ合衆国               | Ribot                                       | Romanella          |                  |
| 父 * アレミロード Allez Milord 1985 鹿毛 アメリカ合衆国 | 父の父Tom Rolfe 鹿毛 1962 アメリカ合衆国               | Pocahontas II                               | Roman              | Roman            |
| 父 * アレミロード Allez Milord 1985 鹿毛 アメリカ合衆国 | 父の父Tom Rolfe 鹿毛 1962 アメリカ合衆国               | Pocahontas II                               | How                |                  |
| 父 * アレミロード Allez Milord 1985 鹿毛 アメリカ合衆国 | 父の母Why Me Lord 黒鹿毛 1974 アメリカ合衆国           | Bold Reasoning                              | Boldnesian         | Boldnesian       |
| 父 * アレミロード Allez Milord 1985 鹿毛 アメリカ合衆国 | 父の母Why Me Lord 黒鹿毛 1974 アメリカ合衆国           | Bold Reasoning                              | Reason to Earn     |                  |
| 父 * アレミロード Allez Milord 1985 鹿毛 アメリカ合衆国 | 父の母Why Me Lord 黒鹿毛 1974 アメリカ合衆国           | Tomorrowland                                | Pappa Fourway      | Pappa Fourway    |
| 父 * アレミロード Allez Milord 1985 鹿毛 アメリカ合衆国 | 父の母Why Me Lord 黒鹿毛 1974 アメリカ合衆国           | Tomorrowland                                | Gleam              |                  |
| 母 ベラミスキー 1988 鹿毛 北海道静内町                  | 母の父* コリムスキー Kolymsky 栗毛 1975 アメリカ合衆国 | Northern Dancer                             | Nearctic           | Nearctic         |
| 母 ベラミスキー 1988 鹿毛 北海道静内町                  | 母の父* コリムスキー Kolymsky 栗毛 1975 アメリカ合衆国 | Northern Dancer                             | Natalma            |                  |
| 母 ベラミスキー 1988 鹿毛 北海道静内町                  | 母の父* コリムスキー Kolymsky 栗毛 1975 アメリカ合衆国 | Libro d Oro                                 | Francis S.         | Francis S.       |
| 母 ベラミスキー 1988 鹿毛 北海道静内町                  | 母の父* コリムスキー Kolymsky 栗毛 1975 アメリカ合衆国 | Libro d Oro                                 | Exclusive          |                  |
| 母 ベラミスキー 1988 鹿毛 北海道静内町                  | 母の母ベラミスポート 黒鹿毛 1976 北海道早来町          | * パーソロン Partholon                      | Milesian           | Milesian         |
| 母 ベラミスキー 1988 鹿毛 北海道静内町                  | 母の母ベラミスポート 黒鹿毛 1976 北海道早来町          | * パーソロン Partholon                      | Paleo              |                  |
| 母 ベラミスキー 1988 鹿毛 北海道静内町                  | 母の母ベラミスポート 黒鹿毛 1976 北海道早来町          | * エツヂオブイヴニング Edge of Evening      | Nashua             | Nashua           |
| 母 ベラミスキー 1988 鹿毛 北海道静内町                  | 母の母ベラミスポート 黒鹿毛 1976 北海道早来町          | * エツヂオブイヴニング Edge of Evening      | Perimeter F-No.9-f |                  |

- 半妹ベラミカントリーの仔にロッソコルサ（桐花賞、不来方賞、ダービーグランプリなど）がいる。